# 盗用検出
盗用検出（とうようけんしゅつ、英: Plagiarism detection）は、盗用を見つけることである。ジャーナリズム、文芸作品、芸術、建築界などでも盗用はあるが、ここでは、主として学術界や高等教育界で発表・提出された文書（学術出版、論文、書籍、レポート、申請書など）を対象に、コンピュータ・ソフトウェアで盗用を見つける方法を中心に扱う。なお、手法を明記していないことが多いが、盗用を検出し追及するブログが多数ある。

## 分類
- 文章や文献の文字列である「テキスト」を対象とするものと、ソフト（コンピュータプログラム）の元となる一連の文字の羅列である「ソースコード」を対象とするものがある。
- 無料と有料がある。
- 英語のみ、日本語のみ、両方（多言語）がある。
- 特定の分野限定（例えば、生命科学）とそうでないものがある。

## 盗用検出ソフト一覧
以下は、ウェブ上で使用できる盗用検出ソフトの不完全リストである（五十音順、アルファベット順）。
信頼できる情報源を付記して追加、運用停止のものの削除などにご協力ください。

### テキスト対象
無料
- CitePlag[1][2]：引用文献の類似性から盗用の判断をする。英語だが、多言語論文中に英語文献を引用していれば、その配列から盗用と判断される。分野不問。
- Grammarly（Grammarly社）[3]
- Plagium[4]
- SeeSources[5]
- WCopyfind [6]：特定のファイル（.docx、.doc、.txt、.htm、.html、.pdf）間での類似性の検出で、ウェブやインターネット上のドキュメントとの類似性は検出できない。英語、多言語、分野不問。
- Plag.asia

有料
- アイセンティケイト (iThenticate)（米iParadigms社）[7]：研究者や出版社向け。研究成果や著作物を既存の公開情報との類似性を検査するオンラインツール（日本で2013年8月28日発売）。
- コピペルナー（アンク社）[8]：インターネット、文献集、過去レポート、指定されたレポート同士で検出。日本語、英語。
- ターンイットイン (Turnitin)（米iParadigms社）[7]：学生のレポートや論文の不適切な引用や盗用を検出するオンラインツール（日本で2013年8月28日発売）。
- en:Attributor
- en:Copyscape
- CrossCheck（米iParadigms社）[9]：出版社向け。日本生化学会が導入し投稿論文をチェックしている[10]。日本疫学会誌への導入例[11] 。
- PlagScan[12]
- en:PlagTracker
- The Plagiarism Checker[13]
- WriteCheck（米iParadigms社）[14]
- Unplag.com
- CopyMonitor[15]

### ソースコード対象
無料
- Moss[16]：C、C++、Java、Pascal、Ada、ML、Lisp、Scheme、Perl、Python、Matlab、Prologで書かれたソースコードに対応。米国・スタンフォード大学が運営し、Alex Aikenが管理している。1994年、Alex Aiken（カリフォルニア大学バークレー校准教授）が開発。教員向け導入ガイド[17]。プラグイン法[18]。
- JPlag[19]：Java、C#、C、C++、Scheme、natural language textで書かれたソースコードに対応。ドイツ・カールスルーエ工科大学が運営している 。プラグイン法[18]。

## 盗用データベース
- デジャブ (Deja vu) [20]：イーティーブラスト (eTBLAST) で検知した類似性の高い論文データーベースで、世界中の70,000対の論文データで、類似性の高い論文はさらに手作業で解析した[21] 。生命科学が対象で閲覧無料だった。2016年3月2日現在、ウェブサイトは閉鎖され、ヘリオテキスト社（Heliotext）[22]が管轄している（閲覧有料？）

- 日本の｢研究者の事件｣データーベース[23]：データーベースは非公開。日本の学術界での「盗用」事件は、1874-2009年の136年間に36件、内2000-2009年の10年間に23件、発覚している。

## 盗用検出サイト
以下は、盗用を検出し、追及しているウェブサイトである。検出手法は明記されていない。ここで挙げるのは、単なる例であって、代表的、正確、的確、推奨という意味はない。○印以外は、盗用に特化せず捏造、改竄を含めている。

### 日本
- 世界変動展望 ：不正論文告発ブログ。運営者は匿名。
- 11jigen：研究不正全般だが、盗用も扱っていた。運営者は匿名。日本語、生命科学。2016年3月2日現在、2015年5月15日以降の活動を停止している。

### 外国
- パブピア（PubPeer）：英語の出版後査読サイト。匿名で活動していたが、2015年8月31日、実名での活動に切り替えた。主催者は米国人だと思われていたが、パリ在住のフランス人だった[24]、[25]。
- 撤回監視（Retraction Watch、リトラクション・ウオッチ）：米国の英語の論文撤回監視サイト[26]。
- ○ヴロニプラーク・ウィキ：ドイツ語の論文盗用告発サイト
- ○ディザーネット（en:Dissernet）：ロシア語の論文盗用告発サイト
- ○コピー・シェイク・アンド・ペースト（"Copy, Shake, and Paste," 英語）[27]：ベルリン工科経済大学 (Hochschule fur Technik und Wirtschaft Berlin) の Debora Weber-Wulffが運営する「盗用と研究不正」ブログ。 2002年に開始し、関連専門書[28]も出版している。